# ヴィッラフランカ・ピエモンテ
ヴィッラフランカ・ピエモンテ（伊: Villafranca Piemonte）は、イタリア共和国ピエモンテ州トリノ県にある、人口約4,600人の基礎自治体（コムーネ）。

## 地理

### 位置・広がり

#### 隣接コムーネ
隣接するコムーネは以下の通り。括弧内のCNはクーネオ県所属を示す。
- バルジェ (CN)
- カルデ (CN)
- カヴール
- ファウレ (CN)
- モレッタ (CN)
- パンカリエーリ
- ヴィゴーネ

## 行政

### 分離集落
ヴィッラフランカ・ピエモンテには、以下の分離集落（フラツィオーネ）がある。
- Battaglia Davanti, Bussi,Cantogno,Madonna Orti, Mottura, San Nicola,San Michele,San Giovanni, San Luca

## 姉妹都市
- Belhomert-Guéhouville、フランス
- El Trébol、アルゼンチン
- Saint-Maurice-Saint-Germain、フランス